# American Film Institute
Pour les articles homonymes, voir AFI.
L'American Film Institute (AFI), parfois appelé en français Institut américain du film, est une organisation indépendante à but non lucratif créée par le programme National Endowment for the Arts. Elle est fondée en 1967 quand le président Lyndon B. Johnson signe l'Acte de la Fondation nationale des arts et de l'humanité. L'American Film Institute se concentre sur l'enseignement, avec l'AFI Conservatory (en), et préserve les vieux films sujets à la dégradation de leur pellicule.
En dépit de son nom, l'AFI n'est pas centré exclusivement sur les films, mais aussi sur la télévision.
Il remet chaque année depuis 2001 les American Film Institute Awards.

## Historique
En 1973, l'AFI met en place l'AFI Life Achievement Award.
En 1998, le centième anniversaire du film américain, l'AFI débute ses AFI 100 Years… series, célébrant et promouvant l'intérêt de l'histoire cinématographique.
L'organisation ouvre récemment l'AFI Silver Theatre à Silver Spring au Maryland, non loin de Washington en 2003.

## AFI Conservatory
L'AFI Conservatory se décrit lui-même comme un « conservatoire mondialement reconnu où un groupe dédié de professionnels des communautés du cinéma et de la télévision sert de mentor aux nouveaux talents de demain ». Dans un programme sur deux ans, les membres se sont spécialisés dans l'une des six disciplines : photographie, réalisation, montage, direction artistique, production et scénario.

## Programmes

### AFI Catalog of Feature Films
L'AFI Catalog of Feature Films, débuté en 1968, est une base de données en ligne qui préserve l'histoire du cinéma américain en regroupant des données encyclopédiques dignes de foi. En tant qu'instrument de recherche pour les historiens du cinéma, le catalogue regroupe plus de 50 000 entrées, soit autant de films de 1893 au milieu des années 1970, avec pour chacun les détails de la distribution, de l'équipe technique, des synopsis et des notes de production.
Le nouveau catalogue regroupant les 15 000 autres films américains produits depuis 1974 est mis à jour chaque année.

### AFI Life Achievement Award
L'AFI Life Achievement Award a été créé par le Conseil des directeurs de l'American Film Institute en 1973 pour honorer les individus pour leur contribution tout au long de leur carrière à l'enrichissement de la culture américaine à travers le cinéma ou la télévision.

### AFI Awards
Les AFI Awards honorent chaque année les 10 meilleurs films et programmes télévisés. Les deux jurys sont composés de 13 artistes, académiciens, critiques et administrateurs de l'AFI, qui délibèrent et déterminent les films ou séries choisis, dont la célébration fait l'objet d'une cérémonie en janvier.

### AFI 100 Years… series
Les populaires AFI 100 Years… series, publiés de 1998 à 2008, sont des listes sélectionnées par un jury pour classer les meilleurs films dans plusieurs catégories. Les jurys sont composés de plus de 1 500 artistes, étudiants, critiques et historiens du cinéma, et les films sont sélectionnés selon leur popularité, leur signification historique et leur impact culturel. Citizen Kane a été élu meilleur film américain de tous les temps deux fois.
Quelques séries :
- AFI's 100 Years... 100 Movie Quotes
- AFI's 100 Years... 100 Songs
- AFI's 100 Years... 100 Heroes and Villains
- AFI's 100 Years... 100 Laughs
- AFI's 100 ans... 100 acteurs de légendes
- Top 100 de l'American Film Institute
- AFI's 10 Top 10

### Festivals
L'AFI Fest est un festival de cinéma se déroulant chaque année en novembre à Hollywood. L'AFI organise aussi en juin le festival AFI Docs (en) (anciennement Silverdocs) consacré aux films documentaires à Washington.

### AFI Silver Theatre and Cultural Center
En tant que plus grand exposant à but non lucratif des États-Unis, l'AFI projette régulièrement des films à l'AFI Silver Theatre and Cultural Center de Silver Spring et aux ArcLight Cinemas et Skirball Cultural Center de Los Angeles. La programmation consiste en un éclectique mélange de rétrospectives, festivals et premières de films, ainsi qu'en des évènements communautaires et des activités éducatives.

### AFI Digital Content Lab
L'AFI Digital Content Lab est un centre de recherche et développement pour le média digital localisé sur un campus à Los Angeles. Le laboratoire explore et crée des prototypes pour le cinéma, la télévision, les jeux vidéo et les téléphones mobiles.

### AFI ScreenNation
L'AFI ScreenNation est un site web présentant les matériaux éducatifs et les conseils pour les nouveaux cinéastes dans un but de partage de leur travail, de reconnaissance et de compétition.